# Varano (Ancona)

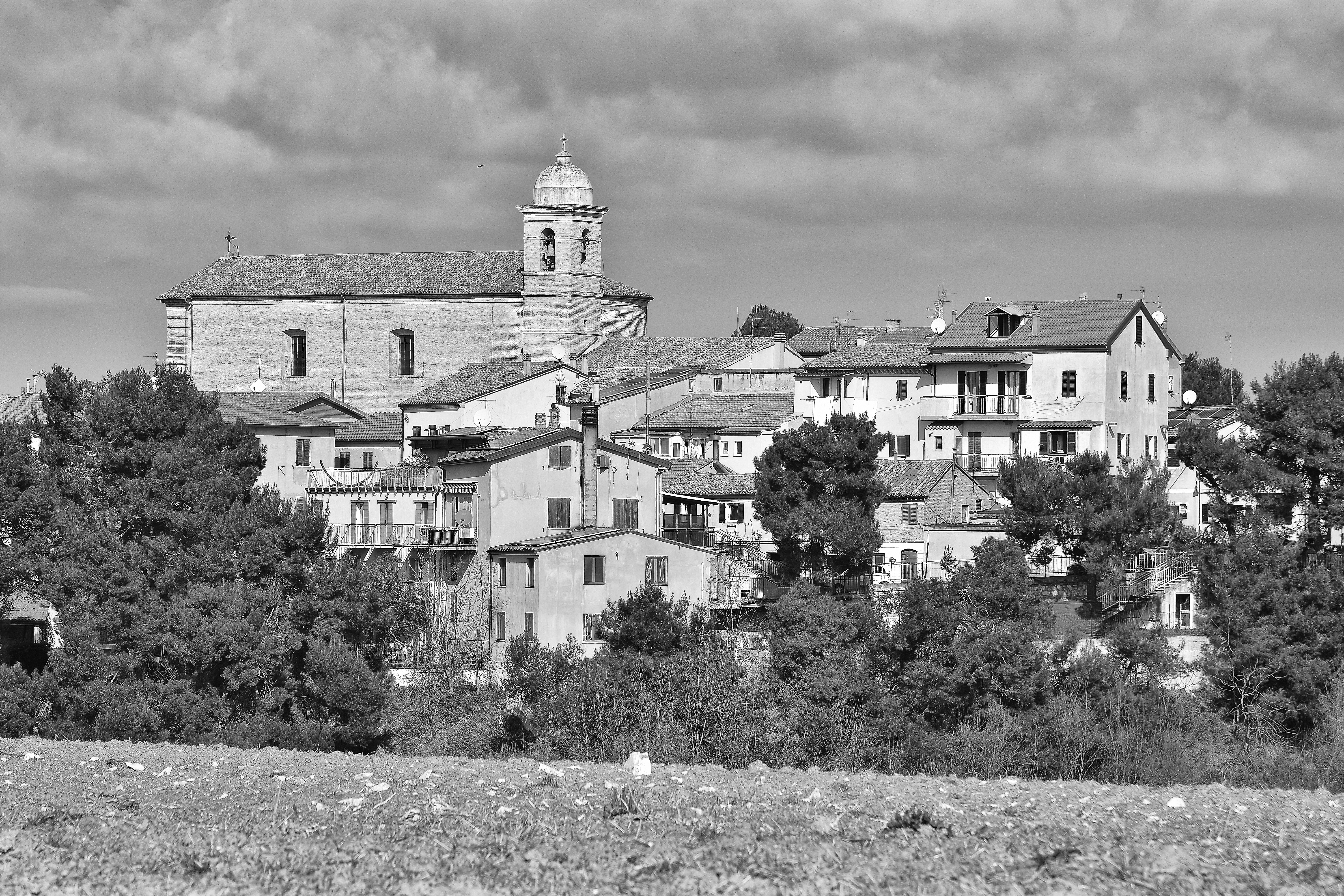
Panorama di Varano in bianco e nero

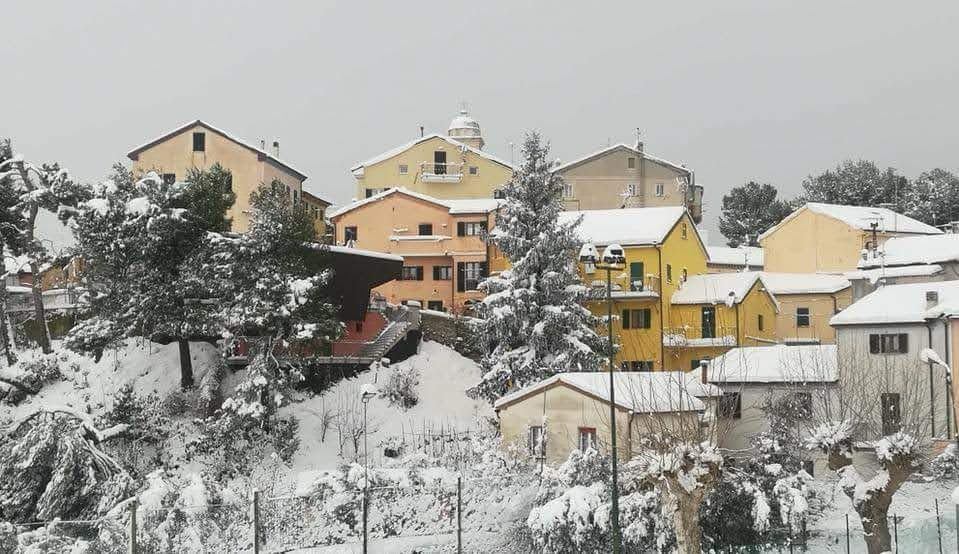

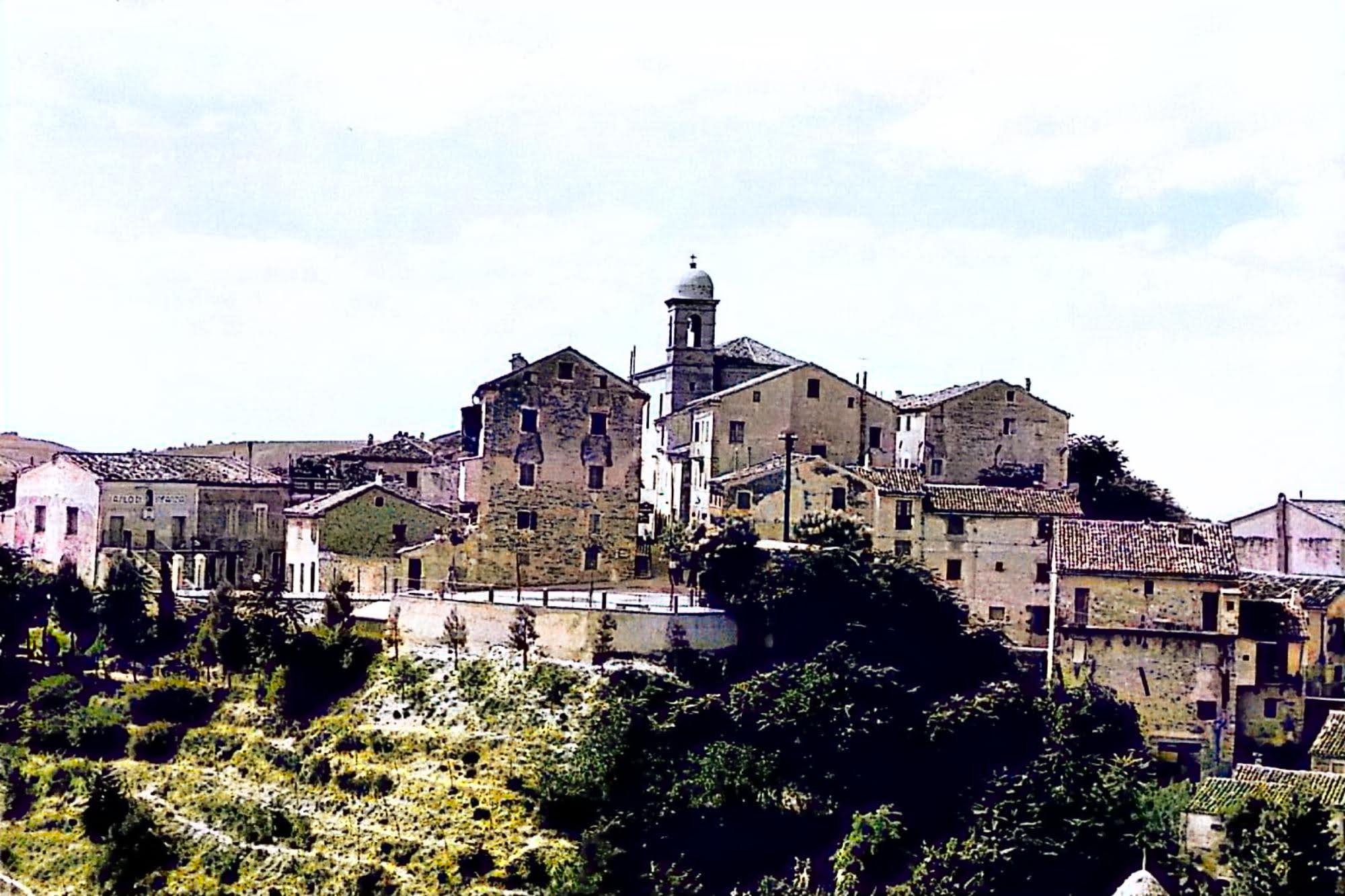

Varano (Varàŋ in dialetto gallo-piceno e Varà in dialetto anconitano) è una località italiana, frazione del comune di Ancona.
Varano è uno dei Castelli di Ancona. Quando Ancona era una libera repubblica, Varano aveva la funzione di difendere l'area del Conero o Monte d'Ancona, unitamente ai castelli di Poggio, Massignano, Sirolo e Numana. Domina dal suo colle splendidi panorami verso il Monte e anche verso la città, ed è contornata da una fertile e pittoresca campagna, ricca di vigneti e caratterizzata da querce secolari. 
Il territorio della frazione comprende anche la vallata sottostante al paese, dove sorge il centro di Passo Varano

## Storia

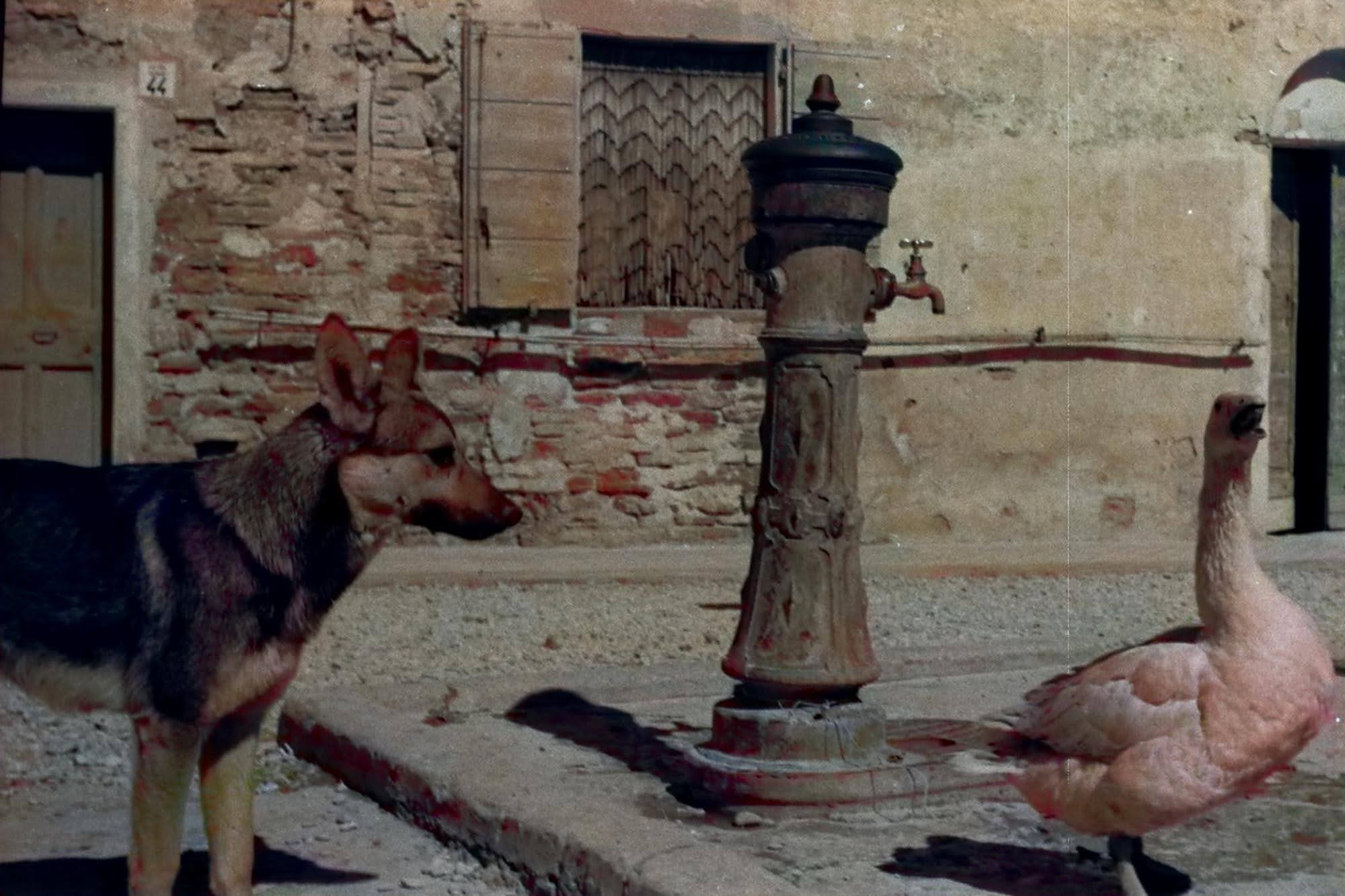

Il nome deriva dal condottiero Vario, al seguito del generale Belisario, a cui intorno all'anno 540 Giustiniano I donò il territorio di Varano, dopo la sconfitta dei Goti che avevano invaso il Piceno.
Nel 1225 il castello di Varano entra a far parte della giurisdizione della città di Ancona, e i dintorni del paese si costellano di ville di campagna della nobiltà anconetana.
Durante l'assedio della città di Ancona del 1799, Varano viene scelta come campo base degli insorti antifrancesi marchigiani, comandati dal generale Giuseppe Lahoz.
Nel corso della Seconda Guerra Mondiale, Varano rischiò una violenta rappresaglia dall'esercito tedesco. Nell'estate del 1944 due partigiani di Camerano aggrediscono un soldato tedesco, sottraendogli la pistola. Il comando tedesco decise di prendere dieci ostaggi varanesi, che sarebbero stati liberati solo se la pistola fosse stata riconsegnata, altrimenti il giorno successivo sarebbero stati fucilati. Grazie all'intervento del parroco del paese si riuscì a impedire l'eccidio.

## Festival del dialetto
Ogni settembre dal 1970 si svolge nella frazione di Varano il Festival del Dialetto, che dal 1995 ospita anche compagnie teatrali di tutta la regione. In occasione della rassegna teatrale si svolge nel paese anche la mostra "Rosso Conero DOC", dedicata al noto vino prodotto da epoca immemorabile nell'area del Conero.

## Passo Varano

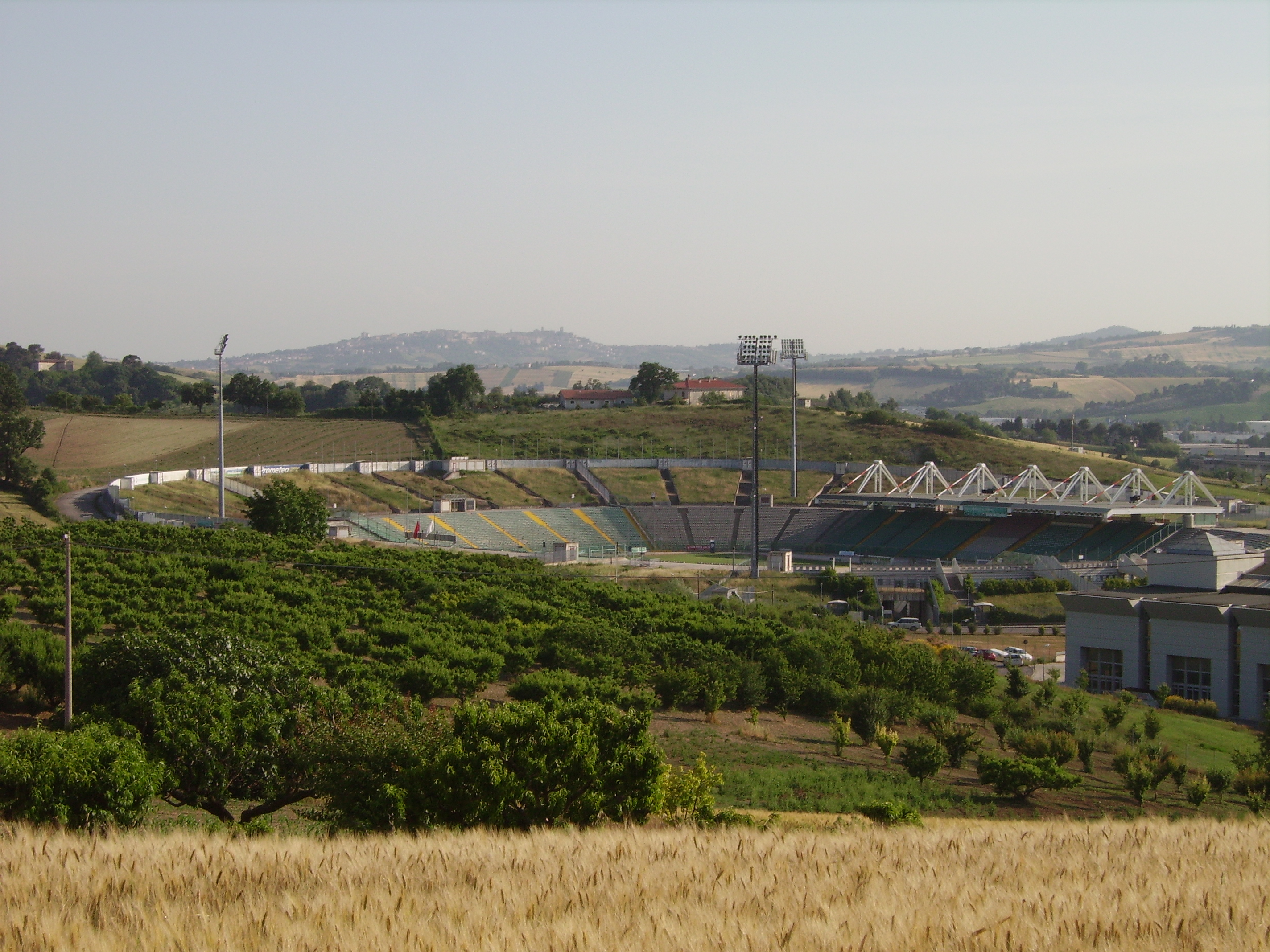
Lo Stadio del Conero in località Passo Varano di Ancona.

A valle del colle di Varano si trova la località di Passo Varano (Pass d'Varàŋ in gallo-italico marchigiano e Paso Varà in anconitano), la cui fermata ferroviaria è vicina al PalaRossini, allo Stadio del Conero ed al nuovo quartiere residenziale di Ponterosso di Ancona.
Il nome "Passo" Varano è legato alla presenza di importanti strade e reti di collegamento: la strada ex consolare Flaminia, che collegava e collega ancora oggi la città di Ancona con i vicini comuni di Camerano, Loreto, Sirolo, Numana e con le principali arterie verso il meridione d'Italia; il tronco ferroviario Adriatico sud, con la presenza della omonima fermata ferroviaria; la strada provinciale Cameranense, risalente agli anni '70 del novecento.
Il primo riferimento storico alla località di passo Varano risale all'anno 1177 (una bolla di papa Alessandro III contiene chiari riferimento a questa zona); essa fu teatro di importanti avvenimenti risalenti al 1400/1600, e poi di fatti collegati all'invasione francese, a quella austriaca, al Risorgimento e all'Unità d'Italia e ai due più recenti conflitti mondiali.
Da annoverare la presenza a Passo Varano della chiesa parrocchiale e delle tante Ville storiche sette/ottocentesche che si ergono sulle collinette che sovrastano la frazione (villa Marchetti, villa Bellini, villa Coen). 

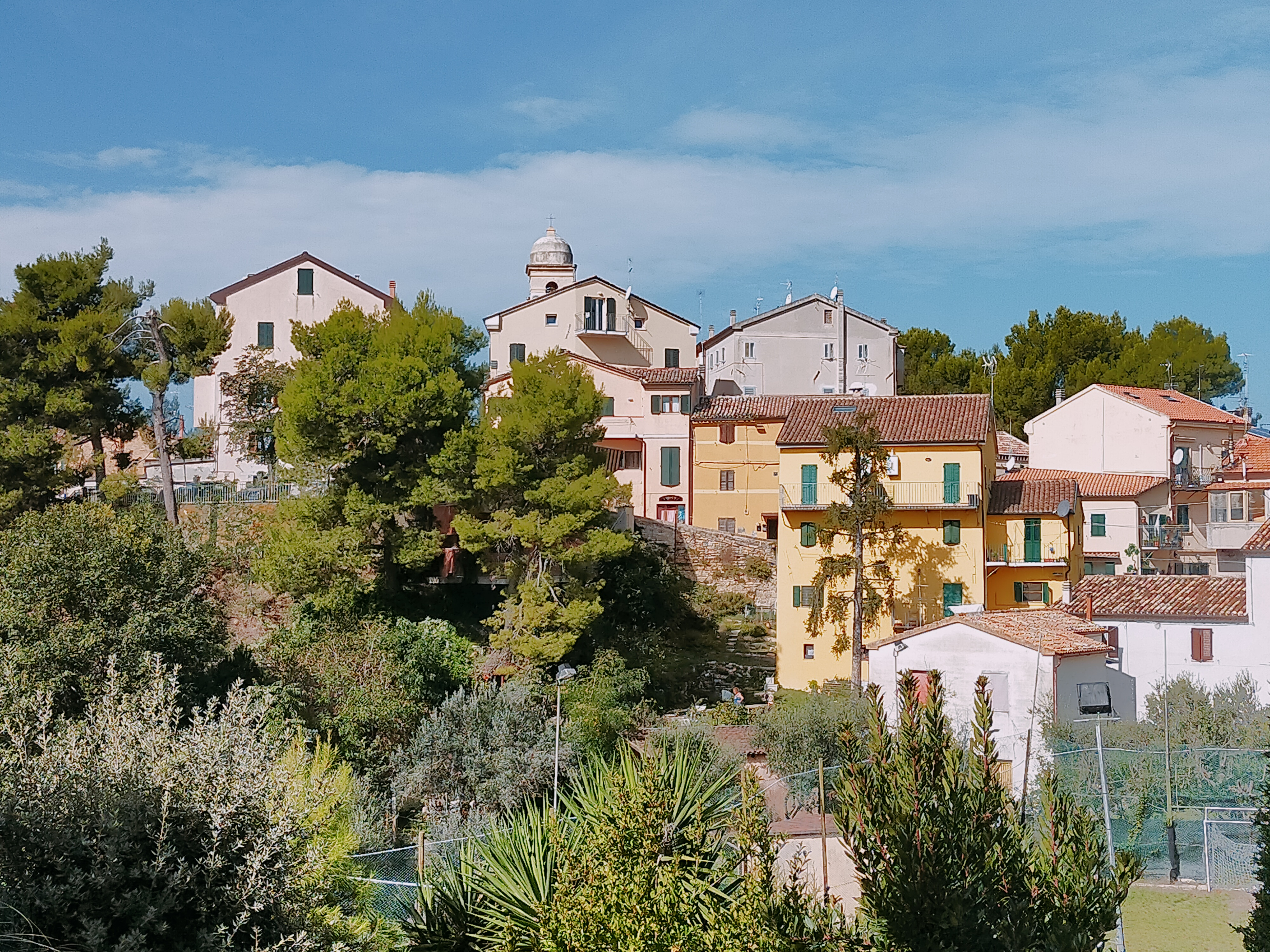
Panorama di Varano

Nel 2013 è stato pubblicato il primo libro sulla storia di Passo Varano dal titolo "Passo Varano. Storia di una frazione di Ancona", autore Igor Frascaroli.

## Bibliografia

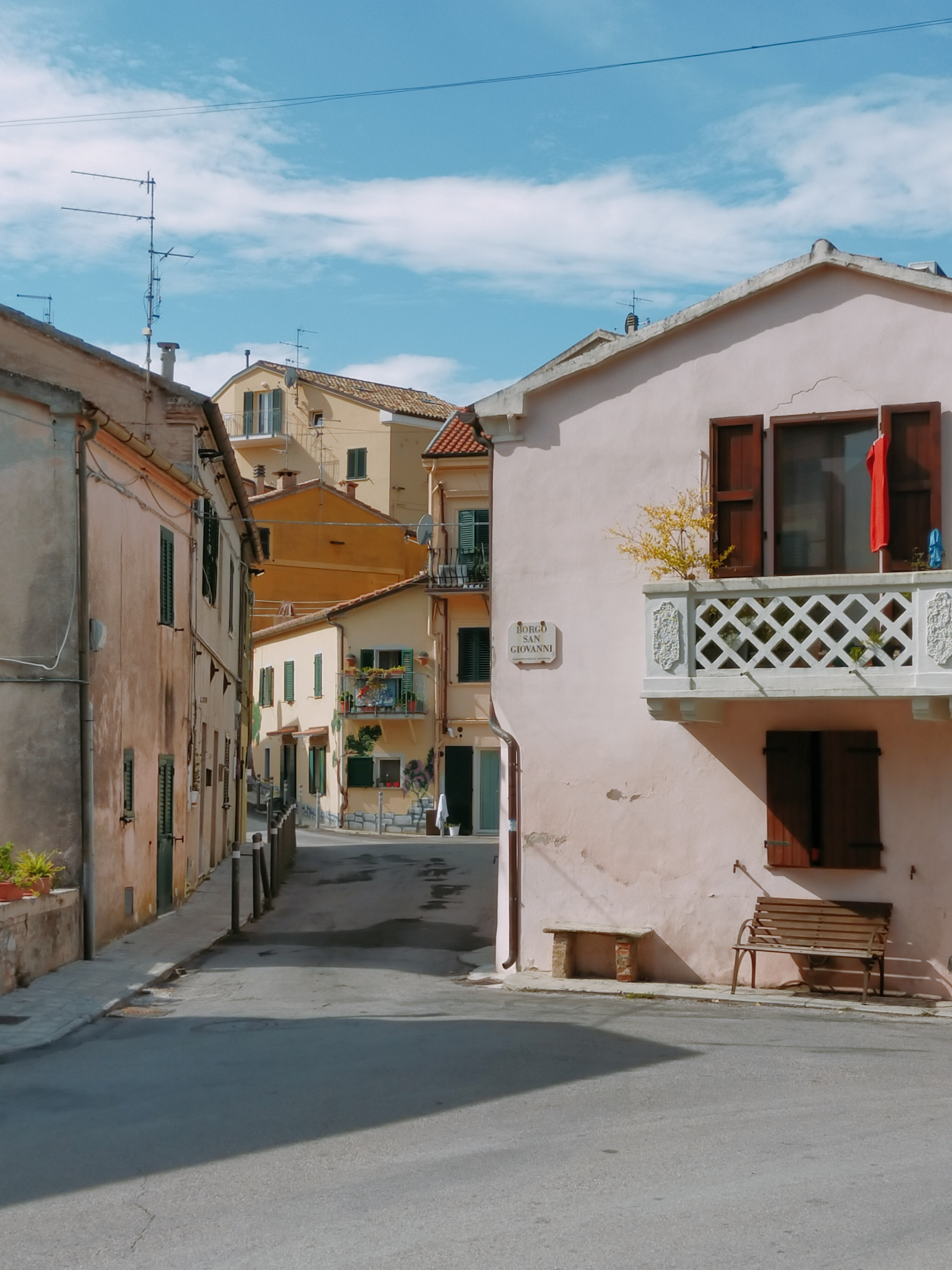
Ingresso al centro di Varano

## Voci correlate

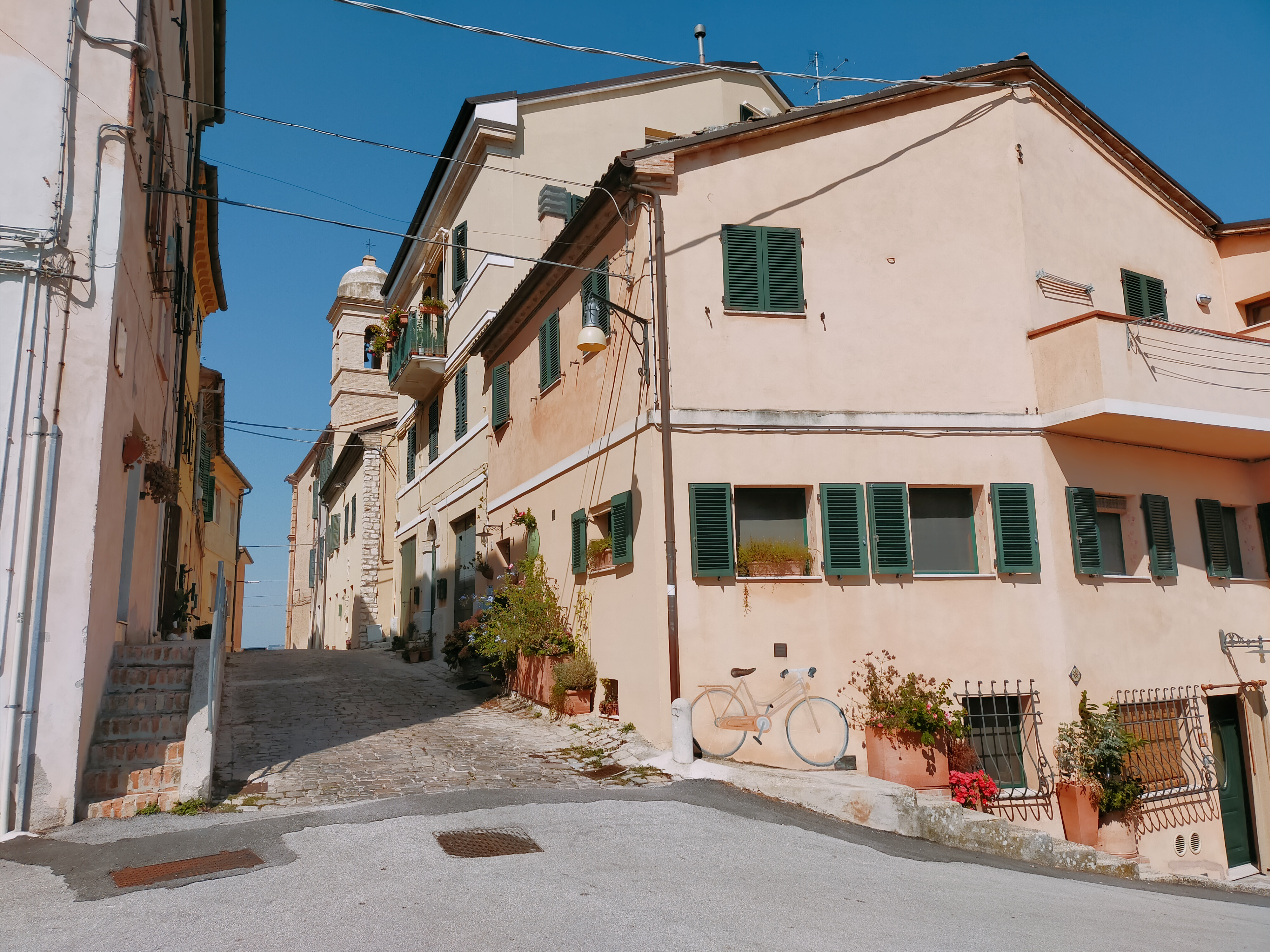
Centro di Varano